# Легенда о Велизарии

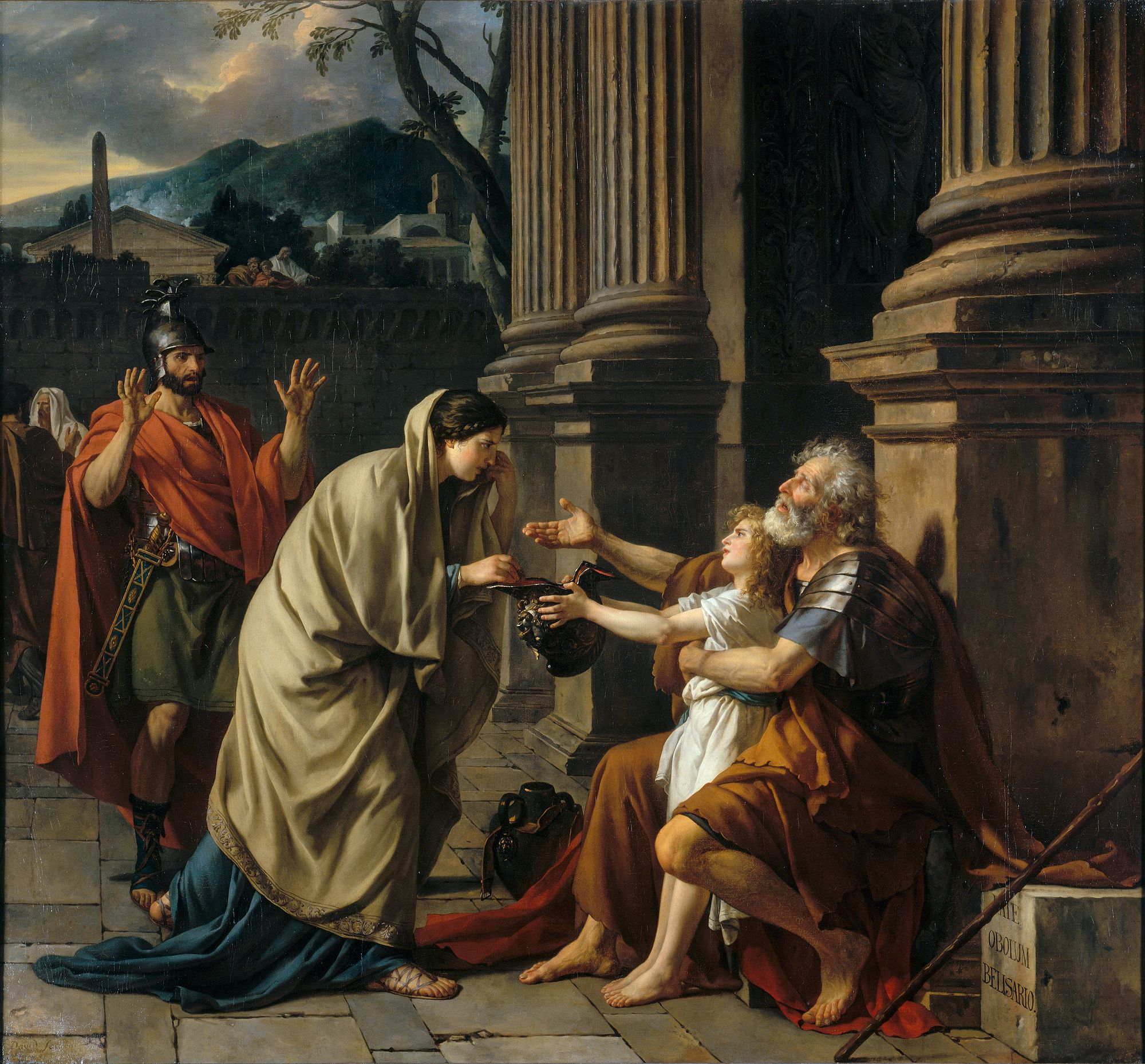
«Велизарий, просящий подаяние», картина Ж.-Л. Давида, 1781

Леге́нда о Велиза́рии — совокупность апокрифических сюжетов, сложившихся вокруг византийского полководца VI века Велизария, сподвижника императора Юстиниана I (527—565). С именем Велизария связаны основные военно-политические достижения Юстиниана: победы над вандалами в Африке и готами в Италии. Основу легенды составляет мотив ослепления и нищенства полководца как наказания за мнимую измену, впервые зафиксированный в византийском сборнике «Patria Konstantinupoleos» X—XI веков, где утверждалось, что Юстиниан приказал выколоть глаза Велизарию и обречь его на попрошайничество. Такой информации не содержится в произведениях современника событий, историка Прокопия Кесарийского, чьи сведения считаются достоверными.
Сюжет стал известен в Западной Европе благодаря трём неоднократно издававшимся греческим текстам XV века. Один из них, «Песнь о Велизарии», вероятно, изначально существовал как народная песня, вобравшая элементы средневекового представления о римской и византийской истории. В XVII—XVIII веках сюжет трансформировался в нравоучительную притчу о превратностях судьбы и неблагодарности властителей. Художники и писатели использовали его для критики абсолютизма, идеализируя Велизария как стоического мученика. Историки (Эдуард Гиббон и другие) отвергали легенду как вымысел, но принимали на веру обвинения из памфлета «Тайной истории» Прокопия, где супруга Велизария Антонина изображена распутницей, подчинившей мужа своей воле. Противоречие между художественным и научным восприятием объяснялось разным подходом к источникам: историки доверяли Прокопию как современнику, а творцов привлекал драматизм легенды. К XX веку образ слепого нищего Велизария почти исчез из культуры, уступив место интерпретациям, основанным на «Тайной истории». Современные исследователи ставят под сомнение достоверность и этого источника, предлагая пересмотреть стереотипы о браке Велизария и Антонины. Считается, что легенда о Велизарии отражает не столько исторические реалии, сколько многовековую динамику культурных мифов — от средневековых агиографических мотивов до политической сатиры Нового времени. В католическую церковную историографию сюжет о Велизарии ввёл кардинал Цезарь Бароний.
Хотя большинство авторов сохраняли мотив ослепления по воле Юстиниана, судьба полководца варьировалась. В пьесе Жана Ротру герой умирает от последствий казни, не успев стать нищим. В трагедии Уильяма Филипса (William Philips) «Belisarius: A Tragedy» (1724) ослеплённого полководца убивают во время народного восстания в Константинополе. К теме обращались также Сципионе Франкуччи (1620), Антонио Мира де Амескуа, Генри Ширли («The martyr’d souldier», известна публикация 1638 года), Карло Гольдони (1734) и ряд других менее известных авторов. Особое влияние оказал роман «Bélisaire» (1767) Жана-Франсуа Мармонтеля. Основным мотивом многочисленных произведений скульптуры и живописи стало стоическое перенесение страдания перед лицом неблагодарности и непостоянства правителя. Легенда о Велизарии вдохновляла романы, пьесы и оперы вплоть до XX века. Велизарий и Антонина продолжают оставаться в культурном поле и в XXI веке. Они появляются в художественной литературе, компьютерных играх и даже музыке в стиле хеви-метал.

## В греческих источниках

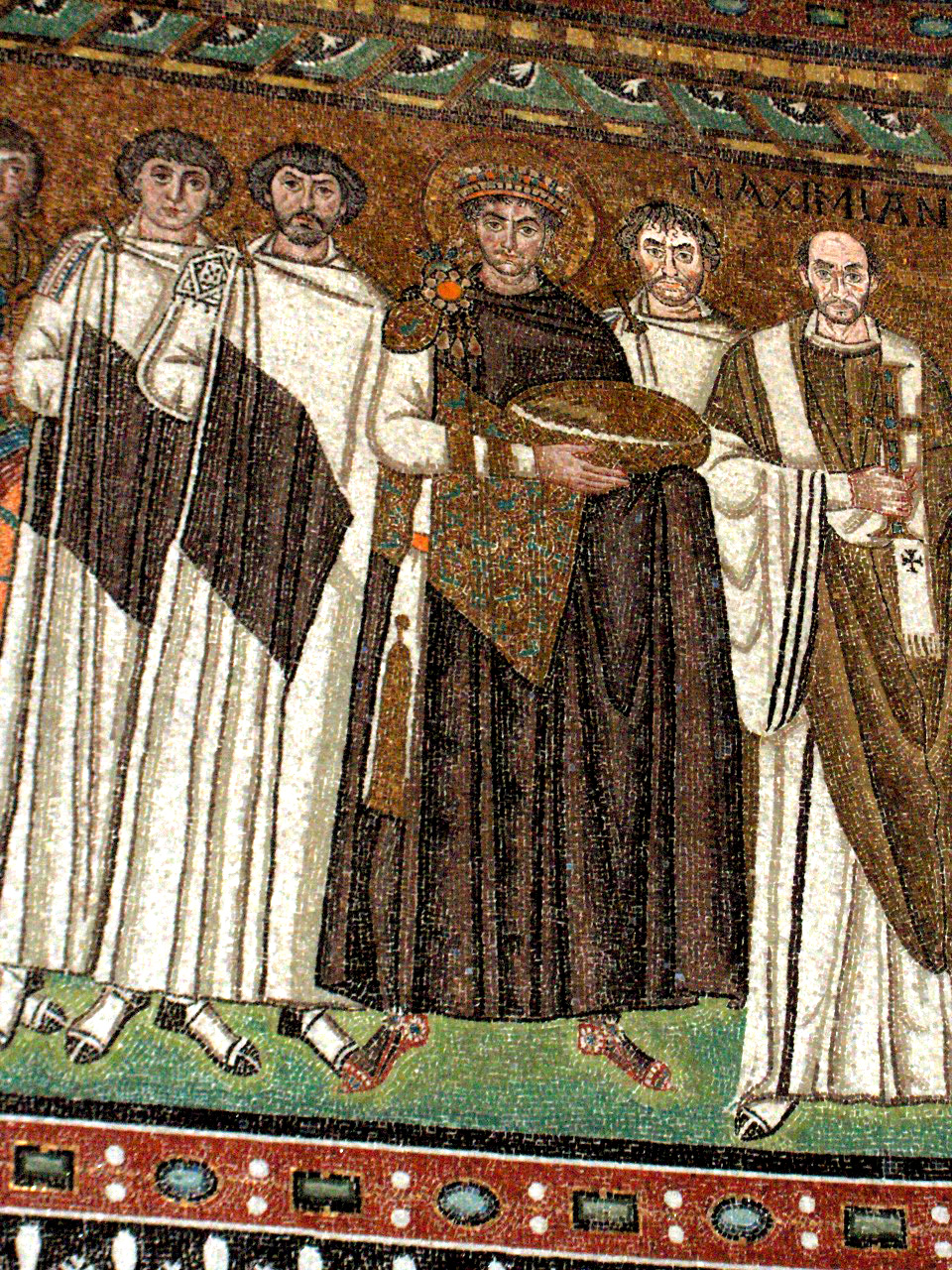
Юстиниан и его придворные. Один из бородатых мужчин традиционно идентифицируется как Велизарий. Мозаика в базилике Сан-Витале

Деятельность Велизария занимает центральное место в «Войнах» Прокопия Кесарийского, служившего секретарём полководца на протяжении почти всей его карьеры. Ещё молодым человеком в 527 году Прокопий стал секретарём (греч. σύμβουλος) Велизария, с 529 года возглавлявшего армию на Востоке. Во время африканского похода Прокопий получил уже звание советника по юридическим делам (греч. πάρεδρος) своего прославленного патрона, с которым историк попал в самую гущу политической жизни. В «Войнах» историк крайне положительно оценивает как личные, так и профессиональные качества Велизария, и даже кровавое подавление восстания «Ника» в 532 году представлено в благоприятном свете. За свои победы в 534 году Велизарий был удостоен триумфа, став первым за несколько столетий не-императором, удостоенным подобной чести.
Памфлет «Тайная история» также в значительной степени посвящён Велизарию, но уже без прежней почтительности. Если, например, в «Войне с персами» Прокопий был склонен приукрасить действительность, забыв о неудаче при Каллинике и сделав Велизария главным действующим лицом при подавлении восстания Ника, то теперь события представлены в негативном свете. Основное внимание первой части уделено разоблачению неверности жены Велизария Антонины и неспособности Велизария избавиться от её влияния. Прокопий рассказывает, что тесная дружба между Антониной и императрицей Феодорой возникла после того, как Антонина умертвила папу Сильверия и погубила префекта Иоанна Каппадокийского. После этого Антонина имела неограниченное влияние на мужа, а последний ничего не мог поделать в связи с её бесконечными изменами, в том числе с приёмным сыном Велизария, Феодосием. Также описывается разрушительное влияние семейных конфликтов в семье Велизария на военные усилия византийской армии в ходе войны с Персией. В «Тайной истории» приводится другая, нежели известная из «Войн», версия событий, связанных с походом 541 года, взятием крепости Сисавранон и последующим отступлением. По «Истории войн», отступление было связано с болезнями в войске и произошло по инициативе солдат. По версии «Тайной истории», Велизарий двинул войско назад, узнав, что его жена находится в пути к нему. В главе IV описывается, каким образом, после отстранения от командования армией, Велизарий смог вернуть себе утраченные позиции — ему пришлось согласиться на то, что большую часть его богатств заберёт себе Феодора, согласиться на брак своей единственной дочери Иоаннины с внуком Феодоры Анастасием, а также на то, что дальнейшую кампанию против готов в Италии Велизарий будет финансировать за свой счёт. Неудачный ход войны Прокопий приписывает тому, что Велизарий заботился прежде всего «о низменной наживе, ибо он ничего не получал от василевса». В 550 году Велизарий был отправлен в отставку, и вновь призван на службу в 559 году для отражения вторжения кутригуров.
Самым известным элементом легенды о Велизарии является его преследование со стороны вероломного Юстиниана. Истоки сюжета историки обнаруживают в известных по письменным источникам событиях. Осенью 562 года некий Авлабий был нанят аргиропратом Маркеллом и Сергием, племянником куратора одного из императорских дворцов Еферия, с целью убийства императора. Авлабий должен был убить Юстиниана в триклинии, где Юстиниан бывал перед выходом. Авлабий, не найдя способа самостоятельно проникнуть в триклиний, доверился иппарху Евсевию и логофету Иоанну. Евсевий предупредил императора о покушении и задержал заговорщиков, обнаружив у них мечи. Маркелл покончил с собой, бросившись на свой меч. Сергий скрылся во Влахернской церкви и там был схвачен. После ареста заговорщиков убеждали дать показания против Велизария, что те под пытками и сделали. 5 декабря на тайном совете в присутствии патриарха Евтихия и самого Велизария император приказал зачитать повинную заговорщиков, после чего Велизарий был лишён должностей и посажен под домашний арест. Опала Велизария продолжалась более полугода, и только после смещения Прокопия выяснилось лжесвидетельство заговорщиков и Велизарий был прощён.
Прижизненных изображений ни Велизария, ни Антонины, не сохранилось. Как считается, их изображения присутствуют на фресках базилики Сан-Витале, в группах придворных вокруг Юстиниана и Феодоры соответственно. Согласно Прокопию, Велизарий был изображён на одной из мозаик Большого дворца в Константинополе в образе полководца, представляющего императору покорённые города Африки и Италии. О религиозных взглядах Велизария достоверных сведений не сохранилось, и приписываемое ему в легендах благочестие исторического основания не имеет.

## Версии легенды

### В Византии

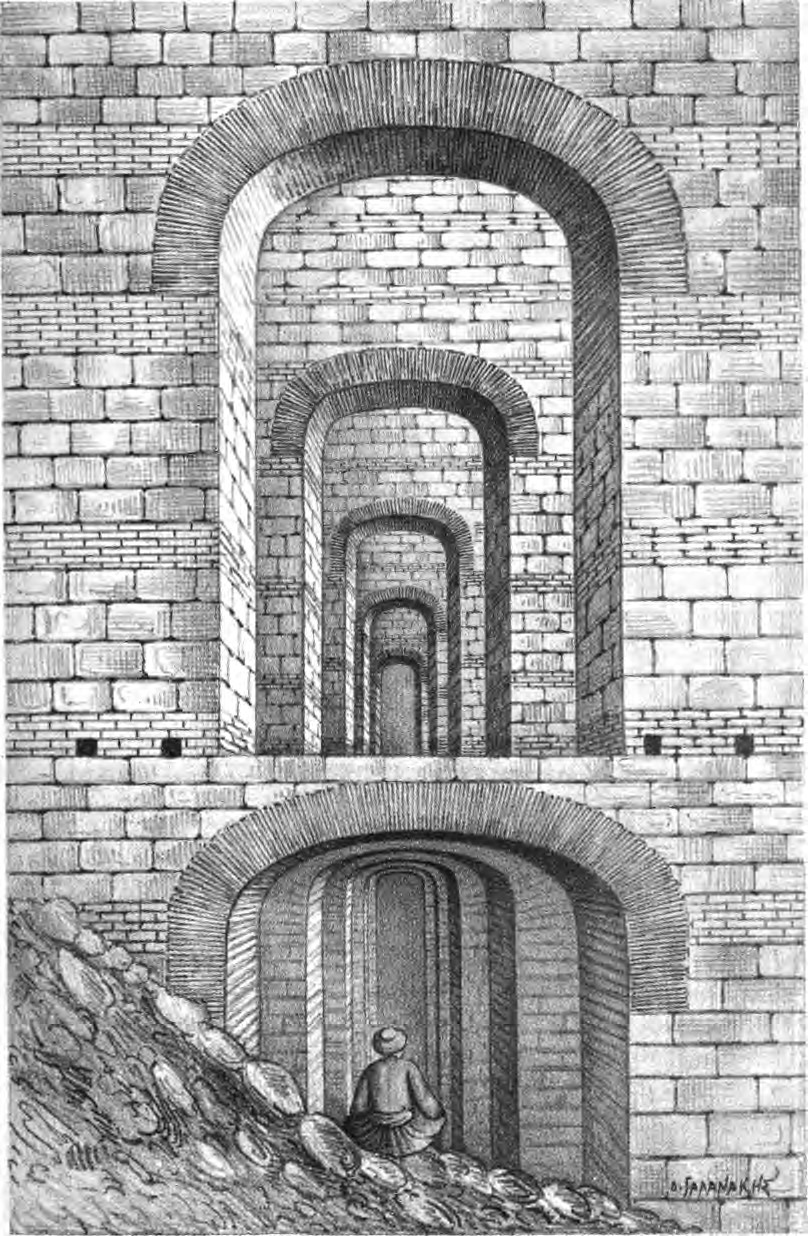
В XVIII веке иностранцам рассказывали, что Велизария содержали в константинопольской башне Анемас

Жизнь Велизария с разной степенью подробности описывается в трудах всех византийских историков, по общему мнению которых Велизарий был не только одним из величайших полководцев империи, но и носителем всех лучших моральных качеств. Его отношение к Юстиниану характеризовалось как безупречная верность, на что правитель отвечал ему безусловным доверием, не исключающим, впрочем, временных периодов настороженности и зависти. Некоторые подробности, встречающиеся только у историков среднего и позднего времени, позволяют проследить развитие легенды более детально. Например, утверждение Георги Кедрина (XI—XII век), что Юстиниан в честь победы Велизария над вандалами приказал отчеканить медаль, на одной из сторон которой помещено изображение полководца и надпись «Велизарий, слава ромеев» — такой эпитет встречается в «Романе». Вероятно, в действительности такой медали не существовало. Наиболее узнаваемая линия сюжета, в которой Велизария несправедливо обвиняют перед императором, ослепляют и обрекают на скитания в нищете, вероятно, впервые была зафиксирована в Константинополе в дополненной в XI веке редакции «Patria Konstantinupoleos»: «Юстиниан, затаив злобу на Велизария за его слова, выколол глаза сему мужу, столь достойному быть стратегом, и повелел ему сидеть у Лавсеона, вручив глиняный сосуд, дабы он просил у прохожих обол». Утверждение, что полководец просил милостыню у дворца Лавса, является анахронизмом, потому что после пожара 475 года здание не было восстановлено. Во французской традиции эти элементы отсутствуют. «Патрии» также добавляют деталь о конце жизни Антонины: после ослепления Велизария она якобы удалилась в монастырь вместе с Вигиланцией, сестрой Юстиниана, в то время как источникам VI века о судьбе Антонины после 549 года ничего не известно. Таким образом, эти сюжеты впервые фиксируются лишь спустя четыре столетия после смерти героев. Несмотря на лаконичность, хронологическую дистанцию и отсутствие подтверждений, именно они стали основой мифа о Велизарии. По предположению немецкого византиниста Ханса Георга Бека, автор «Патрий» мог основывать свой рассказ на судьбе полководца-узурпатора 860-х годов Симбата, ослеплённого, а затем прощённого. В XII веке к сюжету обратился Иоанн Цец в своих «Хилиадах» (стихи 339—348), не указывая виновника превратностей судьбы Велизария. Цец также пишет об ослеплении Велизария. Заключительные строки данного фрагмента «Хилиад» — «Подайте обол Велизарию, коего славою одарила Судьба, а зависть ослепила» — стали крылатым выражением.
В XV—XVI веках развитие сюжета продолжили три произведения византийской литературы: анонимные «Διήγησις ωραιοτάτη του θαυμαστού εκείνου του λεγομένου Βελισσαρίου» («Превосходное повествование о дивном муже по имени Велизарий») и «Ριμάδα περί Βελισαρίου» («Песнь о Велизарии»), а также «Исторический рассказ о Велизарии» Манолиса Лименитиса. Эти тексты усилили критику Юстиниана, изображая его завистливым и некомпетентным тираном, который дважды осуждает полководца, сначала ослепляет, а затем обрекает на нищенство. Состоявшая из 997 стихов «Песнь» неоднократно переиздавались в XVI веке. «Песнь» излагает легенду следующим образом. Будучи придворным Юстиниана, Велизарий живёт в Константинополе и получает от императора приказ возвести вокруг города кольцо стен за один год. Задача кажется невыполнимой, но выполнена в срок и качественно, и император щедро награждает своего верного слугу. Завистники, среди которых Палеологи, Кантакузины, Ласкарисы, Дуки и другие знатные семейства, обвиняют Велизария в государственной измене. Император поддаётся на уговоры и Велизария заключают на три года в башню Анемас, некоторым образом лишив зрения, но не окончательно. Вскоре приходит весть о нападении на империю. Византийцы собирают флот, но не могут выбрать командующего — каждый знатный род претендует на пост. Народ же напоминает императору о Велизарии, чьи военные заслуги давно известны; император уступает. Велизарий клянётся в верности и отправляется на войну: отвоёвывает многие земли, а затем ведёт флот в Англию. По прибытии он приказывает сжечь корабли и вступает в бой. При захвате столицы врага особенно отличились братья Алексей и Петралифас из Дидимотихона, первыми водрузившие византийские знамёна на стены крепости. После победы над Англией Велизарий возвращается в Византию, сделав остановку в Митилене. В Константинополе его ждёт триумф. Но зависть вновь даёт о себе знать: Велизария клеймят как подстрекателя, а знать обвиняет в желании захватить трон. Юстиниан вновь приказывает ослепить полководца, на этот раз окончательно. Велизарий удаляется в монастырь Пантократора, где оплакивает свою судьбу. Через год приходит весть о вторжении персов. Вновь возникает спор о командующем, и народ опять предлагает Велизария. Тот отказывается, и находят компромисс: императору рекомендуют его сына Алексея. Юстиниан соглашается, назначает Алексея цезарем, а Велизарий даёт сыну напутствие. Алексей одерживает победу, персы сдаются и просят мира. По возвращении Алексей получает награду. Тем временем судьба Велизария становится известна миру. В Константинополь стекаются люди, чтобы увидеть его. Послы дальних народов собираются во дворце, преподнося императору дары. Затем появляется Велизарий: в одной руке — миска для подаяний, в другой — посох. Он обходит гостей, прося милостыню. Иноземные послы и свита плачут от сострадания, не скупясь на упрёки императору. Так по миру разносится весть о судьбе Велизария. И в ней, заключает поэт, видно, как зависть губит государство ромеев.
Приводимое в легенде описание способа ослепления Велизария (др.-греч. βουλωμένος) посредством наложения «печати» (буллы) необычно, и более ни в каких византийских источниках не встречается. Возможно, рассказ был основан на сведениях «Тайной истории» о судьбе полководца Вузы, заподозренного Феодорой в измене, брошенного в тёмное подземелье, и там за несколько лет почти ослепшего. Ослепление «печатью» носило временный характер, и позволило прощённому Велизарию совершить поход в «Англию». Относительно появления в легенде этого острова, куда византийский флот не совершал походов ни при Юстиниане, ни когда либо ещё, высказываются различные предположения. С одной стороны, выходцы с острова были хорошо известны в империи, поскольку служили в варяжской страже. Под «Англией» авторы эпоса могли понимать остров Корфу, захваченный в XII веке норманнами и в 1149 году отвоёванном при императоре Мануиле Комнине. По возвращении из похода полководец был ослеплён окончательно — такова версия, впервые зафиксированная в «Патрии» при Василии I (867—886) и исправленная при Алексее I в 1081—1181 годах. Такой вид нанесения увечий по политическим причинам был всегда распространён в Византии, и к XII веку не утратил актуальности. Х. Бек полагает датировку «Песни» эпохой Комнинов сомнительной, по его мнению, более подходящим прототипом является ослеплённый при Палеологах Алексей Филантропен . Ослеплённый Велизарий был посажен просить милостыню у монастыря Пантократора, основанного в XII веке императрицей Ириной.

### Французская версия
В большинстве версий легенды Велизарий обретает прощение, а Юстиниан вынужденно признаёт свою вину. Общим для всех версий является негативный образ Юстиниана — почти карикатурного тирана, ревнивого к успехам полководца, легко поддающегося доносам и подозрениям, а также жены Велизария Антонины, часто строящей заговоры против супруга. Представление о Велизарии, вопреки историческим фактам побеждённом франками, отстранённом от командования и низведённом до положения смотрителя императорских конюшен (лат. comes stabularum, комит стабулариев), встречается в другом источнике VI века, «Истории франков» епископа Григория Турского.
Велизарий играет ключевую роль в сюжете, изложенном в меровингской хронике Фредегара VII века, согласно которому молодой Юстиниан и будущий полководец Велизарий имели двух любовниц из борделя — сестёр-амазонок, обеих по имени Антония. О низком происхождении и скандальном прошлом императрицы Феодоры сообщает и Прокопий в «Тайной истории» Прокопия, однако тут более вероятно использование широко распространённой устной традиции, известной также монофизиту Иоанну Эфесскому, нежели прямое текстуальное влияние. Далее в хронике описывается знамение: орёл прикрывает своей тенью голову спящего Юстиниана от солнца. Старшая Антония понимает, что он станет императором, и тот, полушутя, обещает жениться на ней в случае восшествия на престол. Велизарий и младшая Антония также дают обет вступить в брак, если первые исполнят своё обещание. Когда Юстиниан становится императором, старшая Антония требует выполнения клятвы, что он и делает. Однако сенат отказывается признать брак с бывшей куртизанкой и поднимает мятеж против императрицы — явный отголосок восстания «Ника». Со временем Юстиниан начинает подозревать Велизария в измене, и тот вынужден доказывать верность через новые подвиги, отправляясь на завоевание королевства вандалов. Младшая Антония помогает мужу в походах и обращает его в христианство. В финале легенды Велизарий спасает Юстиниана от узурпатора, демонстрируя преданность, и упрекает императора за нарушение клятвы взаимной верности, данной ими в юности. Этот сюжет был переработан французским хронистом X века Аймоином из Флёри, добавившим и изменившим отдельные подробности. Рассказ Фредегара и Аймоина не опирается ни на какие известные письменные источники и, по-видимому, восходит к устной традиции. В XI веке его включил в свою хронику Гуго из Флавиньи, а в XIII веке она попала в «Большие французские хроники». Французская версия легенды широкого распространения не получила, но была известна немецкому хронисту XI века Герману из Райхенау.

### Итальянская версия
«Тайная история» осталась не известной византийскому читателю, и в последующие века образ Велизария обрёл черты подлинно героического персонажа, ревнителя православной халкидонской веры. Войны против исповедовавших арианство вандалов и готов также могли трактоваться как религиозные конфликты. Как высокопоставленный чиновник, Велизарий принимал участие в основных религиозных конфликтах своего времени, полемике вокруг монофизитства и Споре о трёх главах. Хотя в папском сборнике биографий «Liber Pontificalis» Велизарий называется причастным к низложению папы Сильверия в 537 году, уже в XV веке итальянский гуманист Флавио Бьондо изображает его совершенно невиновным в преследовании пап. В шестой песни «Рая» Данте Алигьери Юстиниан, упоминая военные достижения Велизария, связывает их с империей, принявшей христианство.
Первая известная итальянская версия романа была переведена Рафаэлло Маффеи из Вольтерры. Примерно тогда же Маффеи перевёл и опубликовал «Войны» Прокопия. Итальянский гуманист Джованни Понтано в сочинении «De fortitudine bellica» (1490) представил ослепление Велизария как пример стойкости духа. Славой у Понтано полководца одарила не судьба (др.-греч. τύχη, «тюхе»), как у Цеца, а добродетель (лат. virtus), в результате чего крылатая фраза про обол приобрела вид «Viator, da obulum Belisario: quem sua virtus clarum effecit, aliorum Inuidia excecauit». Пьетро Кринито включил эпизод о Велизарии в свою книгу житейских советов «De honesta disciplina» (1504). В средневековом Риме считалось, что слепой и обнищавший Велизарий просил подаяние у ворот Порта Пинчиана, которые с тех пор также именовалась Porta Belisaria. Надпись Date obolum Belisario (с лат. — «Подайте обол Велизарию») позднее добавили к воротам.
Первая печатная версия «Песни о Велизарии» появилась в 1525 году в Венеции, породив среди историков споры по вопросу о достоверности легенды об ослеплении. Если вначале преобладал скепсис, а больший авторитет приписывался свидетельству Прокопия, то к концу XVI века преобладающее мнение изменилось. Интерес к Велизарию в Италии развивался на фоне противостояния имперской и папской власти, что открывало возможность множественных интерпретаций. Историк Джанджорджо Триссино в поэме «Освобождённая Италия от готов» (1547—1548) воспел освобождение Италии императором Юстинианом и его полководцами. Героем произведения, созданного по образцу «Илиады», он избрал Велизария. В своём произведении Триссино опирался на «Войны» Прокопия, и поэтому об ослеплении не упоминает, но прославляет Римскую империю, возрождённую императорами Священной Римской империи Максимилианом I и Карлом V. В последнем из них, которому посвящено произведение, он видел преемника Юстиниана, чьи заслуги заключались в умиротворении Италии и Европы, а также освобождении христианства от османского господства. Совершенно иначе тему интерпретировала церковная историография, акцентируя легендарный эпизод об ослеплении. Католический историк Цезарь Бароний в своих 12-томных «Церковных анналах» признал ослепление Велизария историческим фактом и интерпретировал его как божественную кару за действия против папы Сильверия, а также как наказание Юстиниану, чья вина перед католической церковью казалась не меньшей. Таким образом, Велизарий впервые был вписан в контекст Контрреформации: доброе имя Юстиниана, культивируемое протестантской историографией как кодификатора римского права, ставилось под сомнение, а судьба Велизария трактовалась как божья кара за службу «дурному делу» императора. Публикация Барония усилила дискуссию среди историков и способствовала широкому распространению легенды, особенно среди церковных авторов. В опубликованной в 1638 году пьесе «The Martyr’d Souldier» Генри Ширли изобразил генерала как героя религиозной борьбы, акцентируя противостояние с арианами-вандалами и гонения на католиков в Северной Африке.
Хотя некоторые учёные, работавшие в ватиканских архивах, знали о существовании «Тайной истории», последнее произведение Прокопия оставалось неизвестным широкому кругу читателей. В 1623 году хранитель Ватиканской библиотеки Никколо Алеманни опубликовал его, после чего в развитии легенды стали участвовать и образы Велизария и Антонины из «Тайной истории». «Тайная история» положила начало традиции, возлагающей ответственность за наказание полководца на вероломную жену Юстиниана Феодору.

## Отражение в литературе и живописи

### В искусстве XVII века

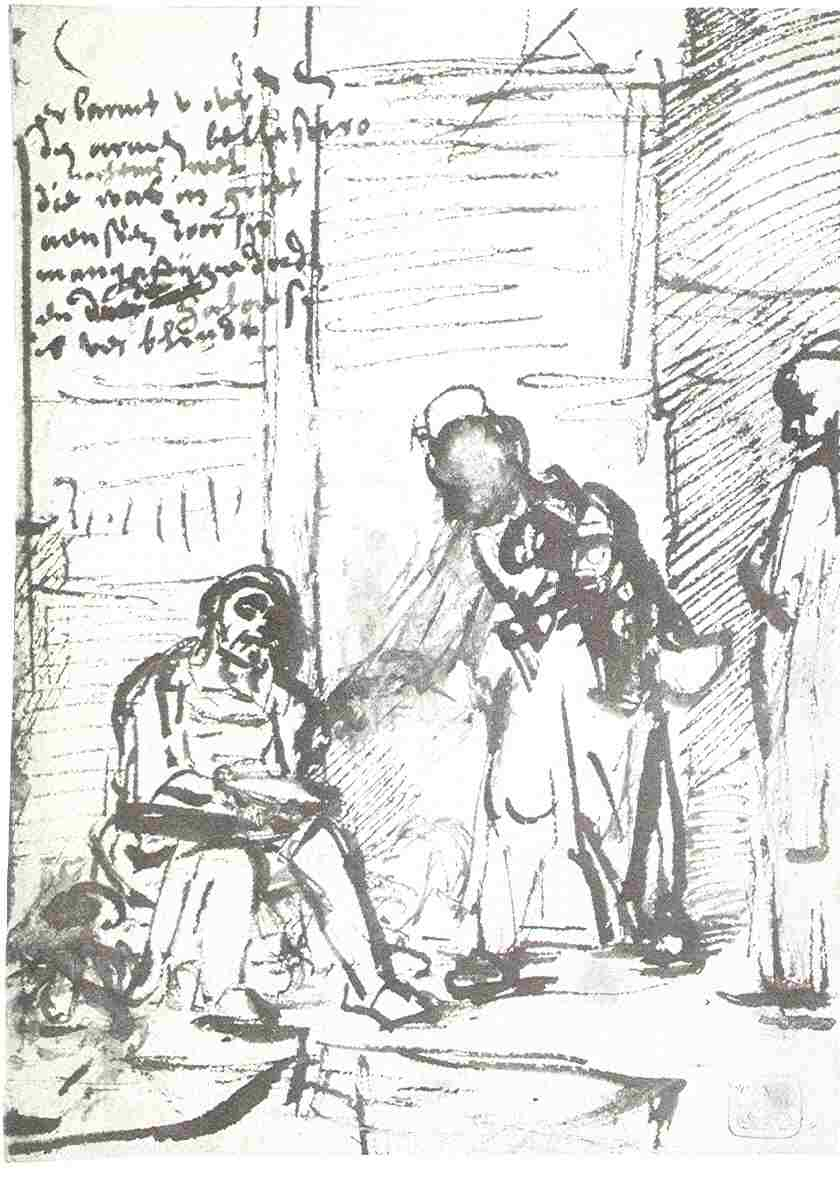
Велизарий, просящий подаяние. Рисунок Рембрандта, 1660

В популярном искусстве и литературе доминировала именно легенда об ослеплении, фигурируя почти во всех вымышленных трактовках образа полководца. Однако авторы и художники не слепо копировали миф, а адаптировали его, отражая собственные интересы. Например, одна из первых творческих интерпретаций — пьеса мюнхенского иезуита и цензора при папе Григории XV «De Belisario Duce Christiano» Якоба Бидермана. Помимо трудов Прокопия, Бидерман опирался на стихотворную «Историю» Константина Манассии (XII век). Бидерман почти дословно следовал трактовке Барония, объясняя судьбу Велизария действием божественного провидения. Драма была впервые поставлена в 1607 году в присутствии католических правителей Баварии и Австрии, встретивших представление аплодисментами. В её финале ослеплённый Велизарий, скитающийся в нищете, признаёт, что наказан за низложение папы Сильверия в Италии. Хотя текст пьесы был опубликован только в 1666 году, к премьере выпустили театральные афиши с кратким изложением сюжета на немецком языке. В дальнейшем светские драматурги игнорировали конфликт Велизария с папством. Постепенно тема божественной несправедливости сместилась в сторону мотива неблагодарности правителя, а трагедия мученика уступила место идее сознательного жертвоприношения. Велизарий принимает человеческое наказание так же безропотно, как и божий суд, сохраняя стоическое спокойствие. В театральных постановках XVII—XVIII веков его образ начинает ассоциироваться с мифом о Федре, чья трагедия связана с запретной страстью, или с фигурой Криспа, сына Константина Великого, казнённого по ложному обвинению, чья судьба также привлекала внимание драматургов. Поводом для проявлений несправедливости со стороны Юстиниана, как правило, становятся ложные обвинения со стороны императрицы Феодоры. Сам Велизарий больше не воплощает куртуазные идеалы, принимая образ пассивного страдальца.

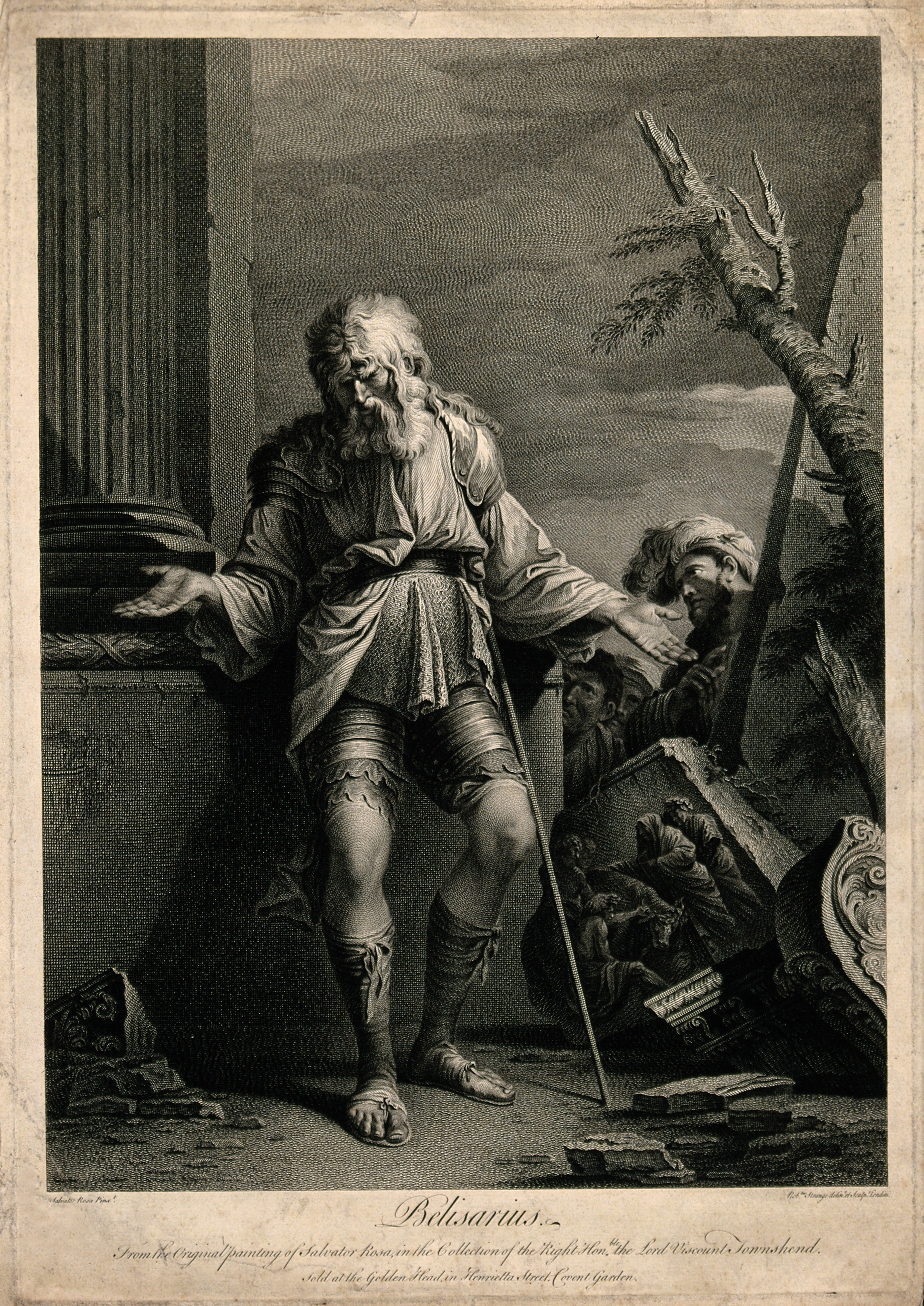
Гравюра Стрейндж, Роберт по картине Сальватора Розы

В Италии сюжет получил сценическую обработку благодаря Сципионе Франкуччи из Ареццо, хотя и в ином ключе, чем у Бидермана. Первое издание его пьесы «Il Belisario» вышло в 1620 году, а ко второму (1622, Мессина) автор предпослал три сонета. В первом Сципионе подчёркивает противоречие между верной службой и монаршей неблагодарностью, закладывая основу для трактовки событий через призму изменчивости судьбы. Однако сама пьеса, стоявшая у истоков развития итальянской драматургии, далеко отходит от исторической основы. Она наполнена историческими и литературными реминисценциями, облекая историю в пышный узор любовных интриг и сюжетных поворотов. Из Италии сюжет перекочевал в испанскую литературу благодаря Антонио Мира де Амескуа, проживавшему в Неаполе между 1610 и 1616 годами. Опубликованная в Сарагосе пьеса «El ejemplo mayor de la desdicha» построена в духе авантюрно-любовной драмы, где движущими мотивами стали любовь и ревность, которые почти полностью затмили историческую основу. Однако ослепление и мотив нищенства были чётко выделены. В свою очередь, Мира де Амескуа стал источником для последующих итальянских авторов, хотя перевод его работы появился лишь десятилетия спустя. Неоднократно в своих произведениях упоминает Велизария Франсиско де Кеведо. В «Сне об аде» он перечислен среди античных персонажей осуждающим неблагодарность афинян. В «Рассуждении о всех дьяволах» («Discurso de todos los diablos») он председательствует на собрании «обласканных» князьями, требуя тишины ударами посоха. Здесь его судьба представлена как назидательный пример: христианский и справедливый правитель, сам учивший правосудию, приказывает ослепить полководца, чьи заслуги («триумфы и трофеи») превращаются в нищету и попрошайничество на улицах. Во второй части «Политики Божьей» («Política de Dios») акцент смещается: решение об ослеплении приписывается не монарху, а «сборищу», олицетворяющему злонамеренные интриги. В сборнике эпиграмм «Галерея» («La Galeria») Джамбаттиста Марино Юстиниан и Велизарий помещены в раздел «Портреты князей, капитанов и героев». Первый там назван «злобным греком» (итал. malvagio Greco) и тираном, олицетворением вероломности византийцев.
Широкую известность получила адаптация французского драматурга Жана Ротру «Bélisaire», основанная на пьесе де Амескуа: премьера состоялась в 1642 году, а публикация — в 1644-м. Пьесы Мира де Амескуа и Ротру имеют черты сходства благодаря своей политической направленности и структуре «треугольника» «король — фаворит — королева», намекающем, возможно, на Людовика XIII, кардинала Ришельё и Анну Австрийскую. В обеих пьесах император предстаёт как «почти бог» и «образ Божий», но лишён черт, составляющих «идеал правителя». Его функция «верховного гаранта сословного порядка и политической системы, а также воплощения добродетелей» не реализуется, поскольку он поддаётся человеческим страстям. Развязки двух драматических версий о «капитане» Велизарии и морально-политических уроках его падения дают два разных образа монарха: у Миры император стремится реорганизовать империю, тогда как император Ротру не преодолевает психологический кризис, погружаясь в угрызения совести и смертельную тоску. В 1641 году трагикомедию о Велизарии написал Дефонтен, а в 1643 году — Франсуа Греней де Шатонье.
К середине XVII века последовали другие обработки — в Англии и Нидерландах, — где повествование постепенно отдалялось от первоначального сюжета. К первой половине XVIII века Велизарий стал обычным персонажем комедий и бродячих театральных трупп, как это видно из обстоятельств, при которых Карло Гольдони («Belisario», 1734) столкнулся с сюжетом. Начиная с Хосе де Рибера, чей «Велизарий» был создан в 1620-х годах, в Италии появились первые картины на сюжет Велизария. Полководец у него изображён на переднем плане, его голова покоится на правой руке, поза задумчивая и отстранённая. Сзади к нему приближаются двое мужчин; младший из них воздевает руки в жесте скорби. Аллюзий на подаяние нет. Изображение акцентирует трагизм полководца, погружённого в нищету и размышляющего о своей судьбе. Своей позой он напоминает иконографию библейского страдальца Иова. Второстепенные фигуры подчёркивают глубину его падения через их ужас. Схожая композиция встречается на картине, приписываемой Микеланджело Черквоцци, где второстепенные фигуры отодвинуты ещё дальше от полководца. В духе Контрреформации трактуют образ Сальватор и Франческо Роза. У Сальватора Велизарий стоит с опущенной головой среди руин, широко раскинув руки в жесте скорби или молитвы, в то время как двое наблюдателей прячутся за ним, напуганные разворачивающейся трагедией. Фрагмент архитектуры с рельефом жертвенной сцены усиливает тему страданий. Франческо Роза полностью отказался от второстепенных фигур, акцентировав трагизм образа, напоминающего Иова или размышляющего Демокрита; мальчик-поводырь и мотив подаяния отсутствуют.
Совершенно иначе трактована тема в датируемом примерно 1640 годом полотне генуэзского художника Лучано Борцоне, ранее ошибочно приписывавшемся Антонису ван Дейку. Картина находится в Англии с середины XVIII века и приобрела известность благодаря трём репродукционным гравюрам. Композиция Борцоне сосредоточена на сцене «Date obolum Belisario». Слепой полководец, за которым с мрачным выражением наблюдает солдат у левого края полотна, получает милостыню от трёх женщин. Процесс подаяния показан в последовательных стадиях: ближайшая к Велизарию женщина готовится вручить ему монету, стоящая слева отсчитывает деньги из кошелька, который держит открытым средняя фигура. В отличие от исторической живописи XVIII века, ценившей и изображавшей аффект унижения, Борцоне акцентирует милосердие, оказанное несправедливо низвергнутому в нищету. Скорбный или молитвенный жест рук у Сальватора Розы у Борцоне заменён на просящий. Схожим образом подошёл к сюжету Маттиа Прети в картине «Милостыня для Велизария». Его живопись продолжает традицию Риберы. Работа демонстрирует умение художника использовать приёмы высокого барокко для реалистичного изображения человеческой или социальной драмы. На рисунке Рембрандта, приблизительно датируемом 1660 годом, также доминирует мотив подаяния, о чём прямо указывает надпись рядом с Велизарием. В первой половине XVIII века для пейзажиста Джованни Паоло Паннини Велизарий стал одним из атрибутов римских руин.

### В искусстве XVIII века

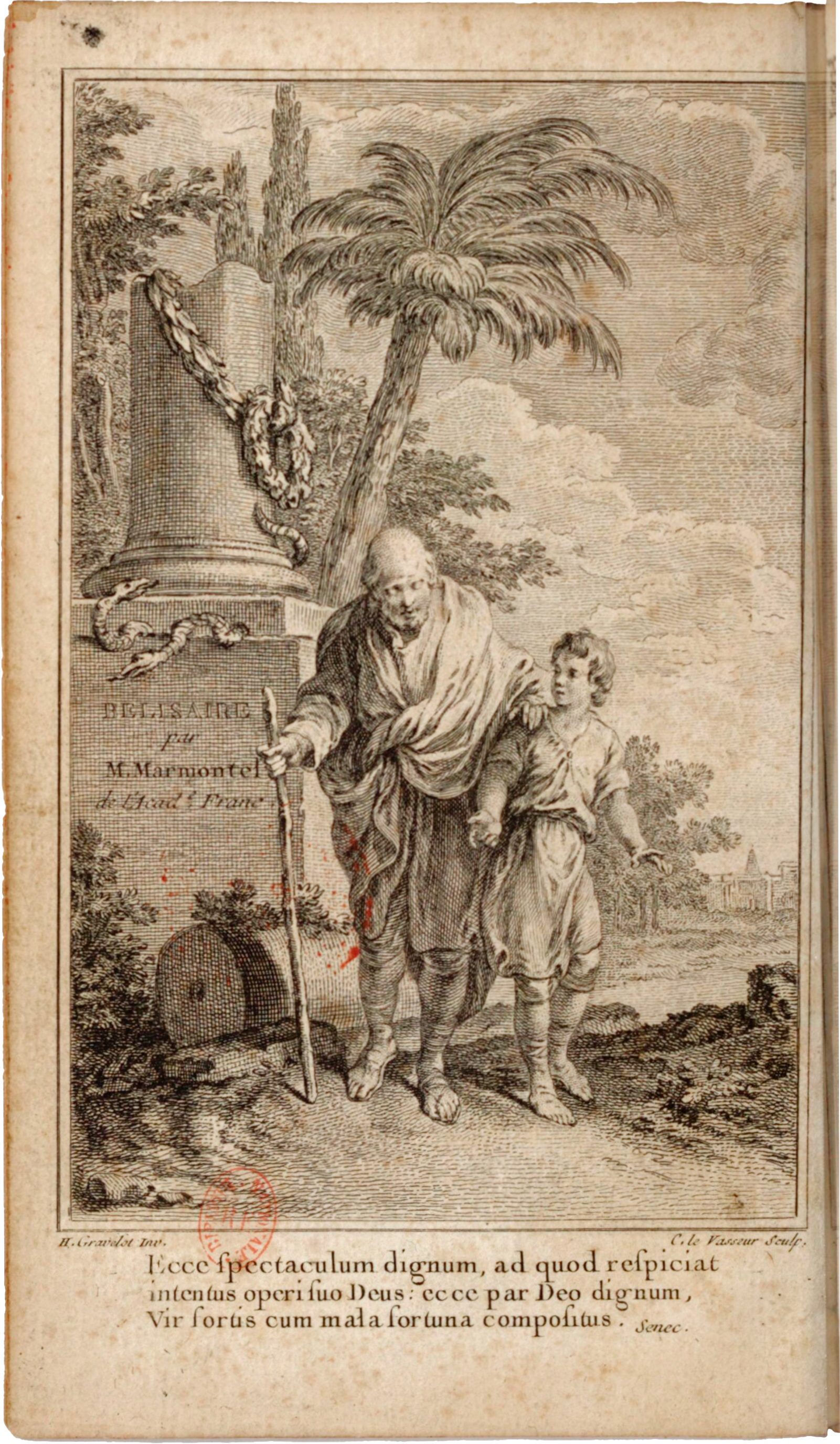
Рисунок Юбера Гравло из первого издания романа Мармонтеля

Особое влияние оказал роман «Bélisaire» (1767) Жана-Франсуа Мармонтеля. По собственному признанию, Мармонтель вдохновлялся при написании своего романа гравюрой с картины Борцоне. В романе судьба Велизария раскрывается с первых страниц: он предстаёт старым и слепым. По мере того как ослеплённый полководец встречает различных персонажей на пути из Константинополя в родовое поместье, читатель постепенно узнаёт, что причиной казни стали подозрения в организации заговора против Юстиниана. Император инкогнито навещает Велизария, что становится началом их длительного диалога. В финале Юстиниан раскрывает свою личность, а Велизарий, демонстрируя идеальную добродетель, прощает ему ослепление. Император возвращает полководца ко двору в качестве советника. Роман рисует Велизария как воплощение благородства, а Юстиниана — как легковерного и надменного, но не злобного правителя. Мораль произведения, вероятно, заключалась в предостережении монархов от доверия к клевете и неблагодарности к верным слугам. Не исключено, что Мармонтель косвенно критиковал короля Людовика XV, известного внезапной опалой министров после долгой службы. Первое издание романа включало четыре гравюры по рисункам Юбера-Франсуа Гравло, иллюстрировавшие ключевые сцены, придуманные Мармонтелем. Титульная гравюра изображала слепого Велизария, опирающегося на плечо юного поводыря. У левого края изображён обломок колонны — символ утраченной славы и силы; у её основания извиваются змеи лжи и клеветы. Реакция на книгу была неоднозначной. Французское духовенство резко осудило её: епископ Парижа проклял произведение в пастырском послании, а теологи Сорбонны объявили ему войну. Тем не менее через год после публикации было продано 40 000 экземпляров на основных европейских языках, причём только в Германии между 1769 и 1831 годами вышло десять изданий. Вышли также французские и латинские версии для школ. Велизарий стал культовой фигурой среди образованных людей конца XVIII века. Если в обработках XVII века акцент был на изменчивости судьбы, то под влиянием Мармонтеля внимание сместилось на добродетель и внутреннее величие героя, который должен был стать образцом для правителей. Одной из причин появления романа стали связанные с проблемой веротерпимости дела Сирвена и Каласа, и потому его появление приветствовали философы Просвещения. Вольтер, в целом одобряя сюжет, самого Велизария охарактеризовал так: «бравый вояка, но тот ещё мародёр и рогоносец, как и его хозяин».

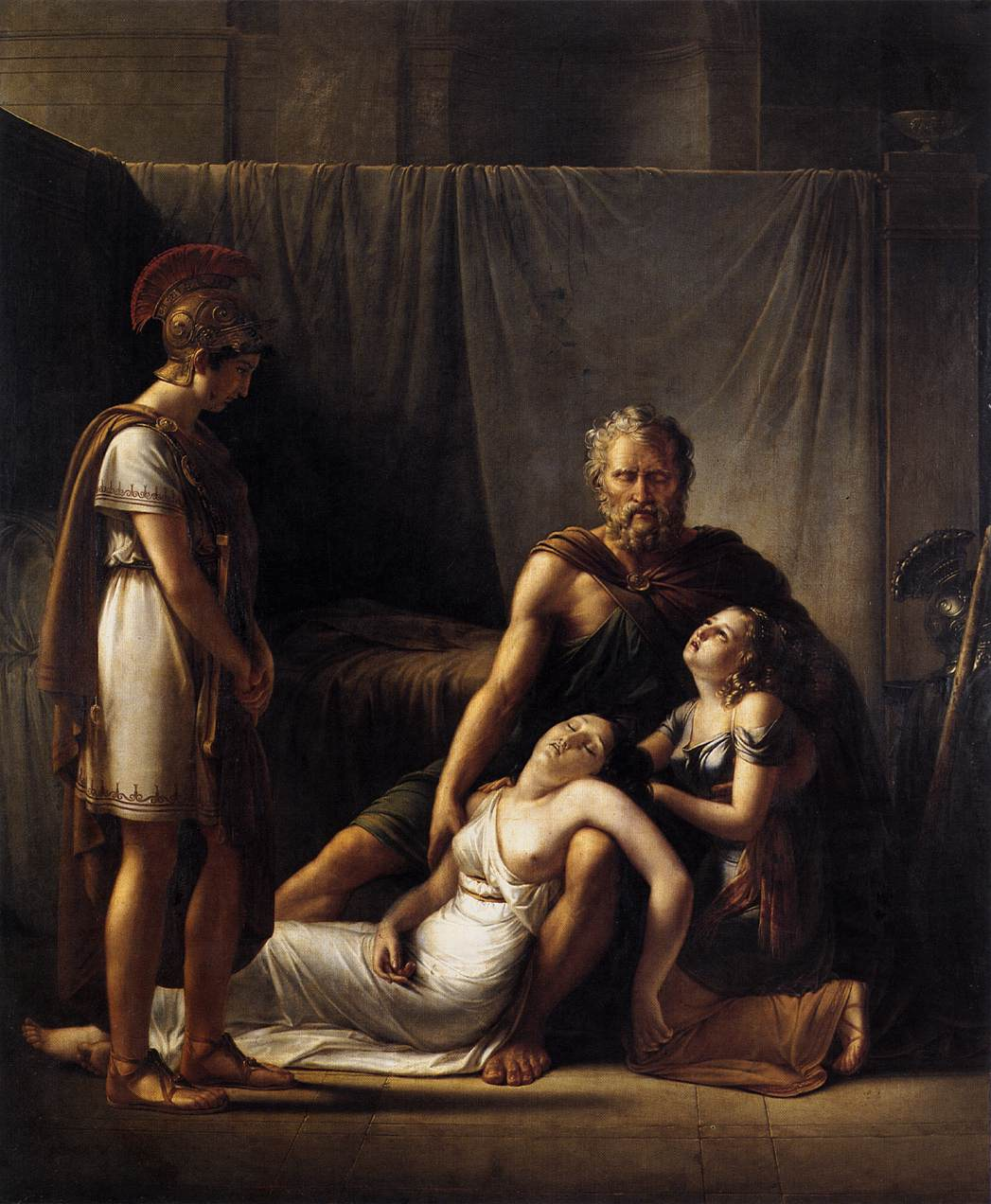
«Смерть жены Велизария», Франсуа Жозеф Кинсон, 1817

Роман Мармонтеля спровоцировал взрыв популярности легенды о Велизарии в живописи, до того слабо представленной в изобразительном искусстве Франции. В том же году к теме обратился художник-неоклассицист Никола Рене Жоллен, чья картина ныне утрачена, далее последовали работы Луи Жан-Жака Дюрамо (1775), Франсуа-Андре Венсана (1776), Жана-Франсуа Пьера Пейрона (1779). Картина Пейрона представляла сцену из четвёртой главы романа Мармонтеля, где героя окружают сочувствующие поселяне. В 1781 году французское общество всколыхнула судьба генерала Томаса Артура де Лалли-Толендаля, трагические превратности которой напомнили историю о Велизарии. Тогда же появилось самое известное полотно на данный сюжет работы Жака-Луи Давида, в 1779 году уже изображавшего Велизария в сопровождении мальчика-поводыря. Картина 1781 года содержит надпись «Date obolum Belisario», не встречающуюся у Мармонтеля — вероятно, Давид узнал о ней из «Патрий». Современники сравнивали работу Давида с версией Борцоне, считая последнюю прототипом. Согласно автобиографии художника, ему было знакомо произведение его предшественника эпохи барокко, однако различия значительны. Если Борцоне акцентирует акт подаяния и его осмысление, то Давид усиливает эмоциональный контраст между старым нищим, мальчиком и потрясённым солдатом. Вопиющая несправедливость к верному полководцу была воспринята как грозное обвинение, предвещающее казнь государя. Всего между 1767 и 1800 годами картины и скульптуры на сюжет легенды о Велизарии 13 раз выставлялись в Парижском салоне.
В Англии иконография Велизария было хорошо известна через (как считалось) картину ван Дейка, хранившуюся в Чизик-хаусе и доступную широкой публике в виде гравюры работы Жерара Скотэна. Герой картины Джона Гамильтона Мортимера, которая экспонировалась в Королевском обществе искусств в 1772 году, представлен почтенным старцем, приветствующим селян. Картина была частью декоративного убранства Рэдбёрн-холла в Дербишире и была предназначена для отставного полковника. Картина Франсуа Жерара (1793) представляет Велизария со своим маленьким сыном. По её мотивам Огюст Денуайе создал одноимённую гравюру, а Жан Огюст Доминик Энгр — рисунок. К концу столетия тема несколько надоела, и свою картину 1799 года Пьер-Нарсис Герен посвятил вымышленному римскому полководцу Марку Сексту.
Художественная и литературная традиция XVII—XVIII веков единодушно принимала миф об ослеплении Велизария в старости и игнорировала скандальный образ его брака с Антониной, описанный в «Тайной истории» Прокопия. Антонины нет ни на одной из четырёх упомянутых картин, ни в пьесах Бидермана и Филипса, хотя она эпизодически упоминается у Ротру и Мармонтеля. На картине работавшего во Франции бельгийского художника Франсуа-Жозефа Кинсона её образ передаётся через трогательный эпизод из шестой главы романа Мармонтеля, где Велизарий возвращается домой. Его жена Антонина, ослабленная лихорадкой, умирает вскоре после того, как горько оплакивала мужа, узнав о его ослеплении. В композиции, напоминающей «Пьету», Кинсон разместил группу с умершей, дочерью и безмолвно страдающим полководцем, в то время как юный Тиберий, приведший его домой, стоит рядом, потрясённый.

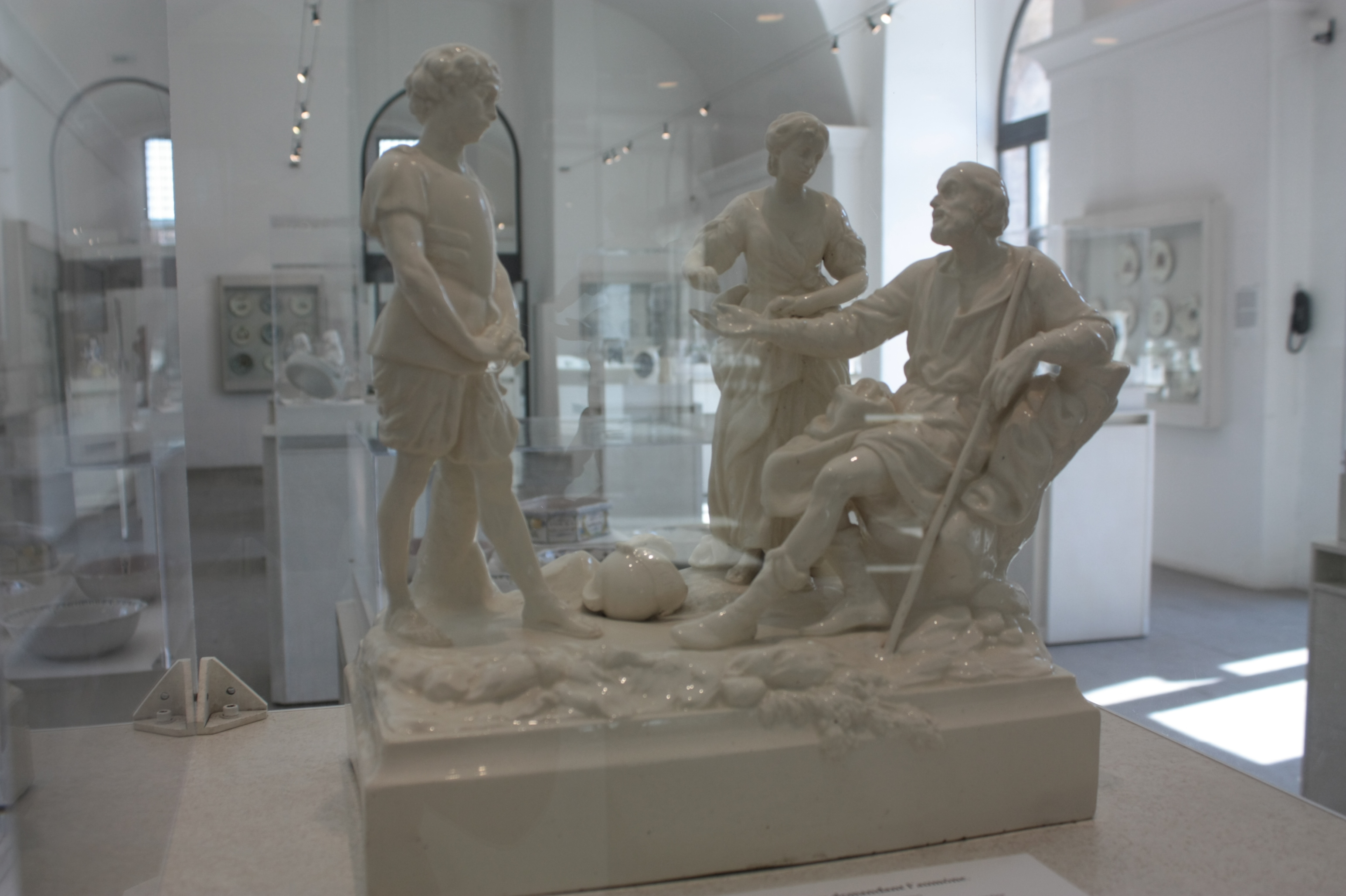
«Велизарий, просящий подаяние», Поль Луи Сиффле, не позднее 1777 года, фаянс

Даже в Новом Свете роман оказал влияние. Ссылка на фразу «Date obolum Belisario» была понятна любому образованному человеку, и в конце 1760-х годов Бенджамин Франклин поместил её на карикатуру «Magna Britannia: Her Colonies Reduc’d». Рисунок существовал во множестве вариантов, представляя Британию с ампутированными конечностями. Поясняющий текст гласил, что, подобно Велизарию, Британия растеряла свою славу и может в будущем утратить колонии. В дальнейшем имя Велизария стало всем известной банальностью, о чём косвенно свидетельствует тот факт, что американский учёный и живописец Чарльз Уилсон Пил назвал в честь Велизария свою старую слепую лошадь. Писательница Маргаретта Фожер ввела в свою пьесу «Belisarius» (1795) новый образ Юлии, бывшей невесты полководца. Именно она, в отличие от сдержанного Велизария, осмелилась бросить вызов Феодоре, за что и была убита по приказу императрицы.
Легенда о Велизарии присутствует также на объектах прикладного искусства. Сцены освобождения из темницы и выдуманный Мармонтелем эпизод о посещении Велизария в его изгнании во Фракии Юстинианом и Тиберием изображены на двух севрских вазах 1779 года, вероятно созданных для Версаля. Французский керамист Поль Луи Сиффле создал две композиции, основываясь на фронтисписе Гравло к «Велизарию» Мармонтеля и гравюре Борцоне. Изменение по сравнению с оригиналом Гравло касается змеи — символа лжи, обвивающей обломок колонны: в миниатюре Сиффле Велизарий попирает змею ногой.

Легенда о Велизарии в живописи
«Велизарий, просящий подаяние», Н. Р. Жоллен, 1767
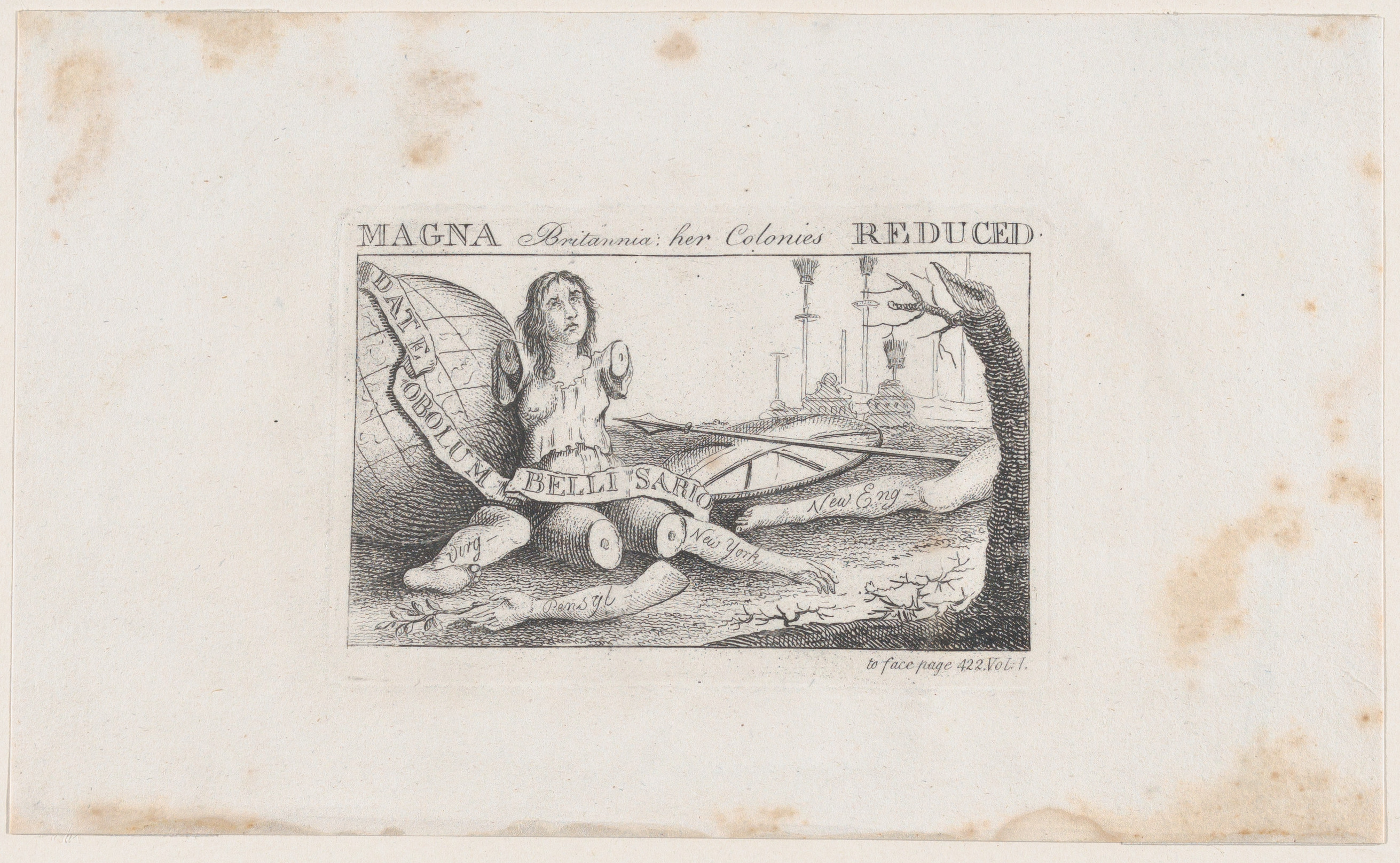
Американская карикатура
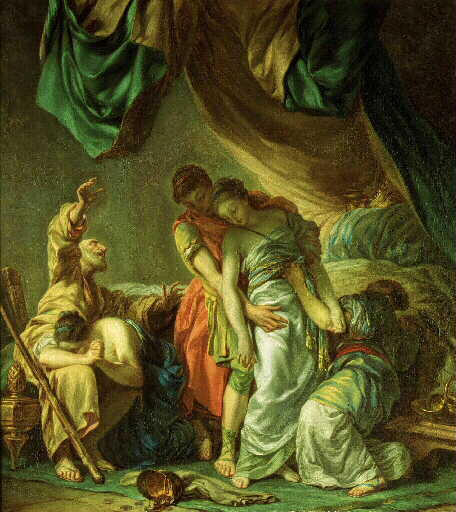
«Возвращение Велизария», Луи Жан-Жак Дюрамо, 1775
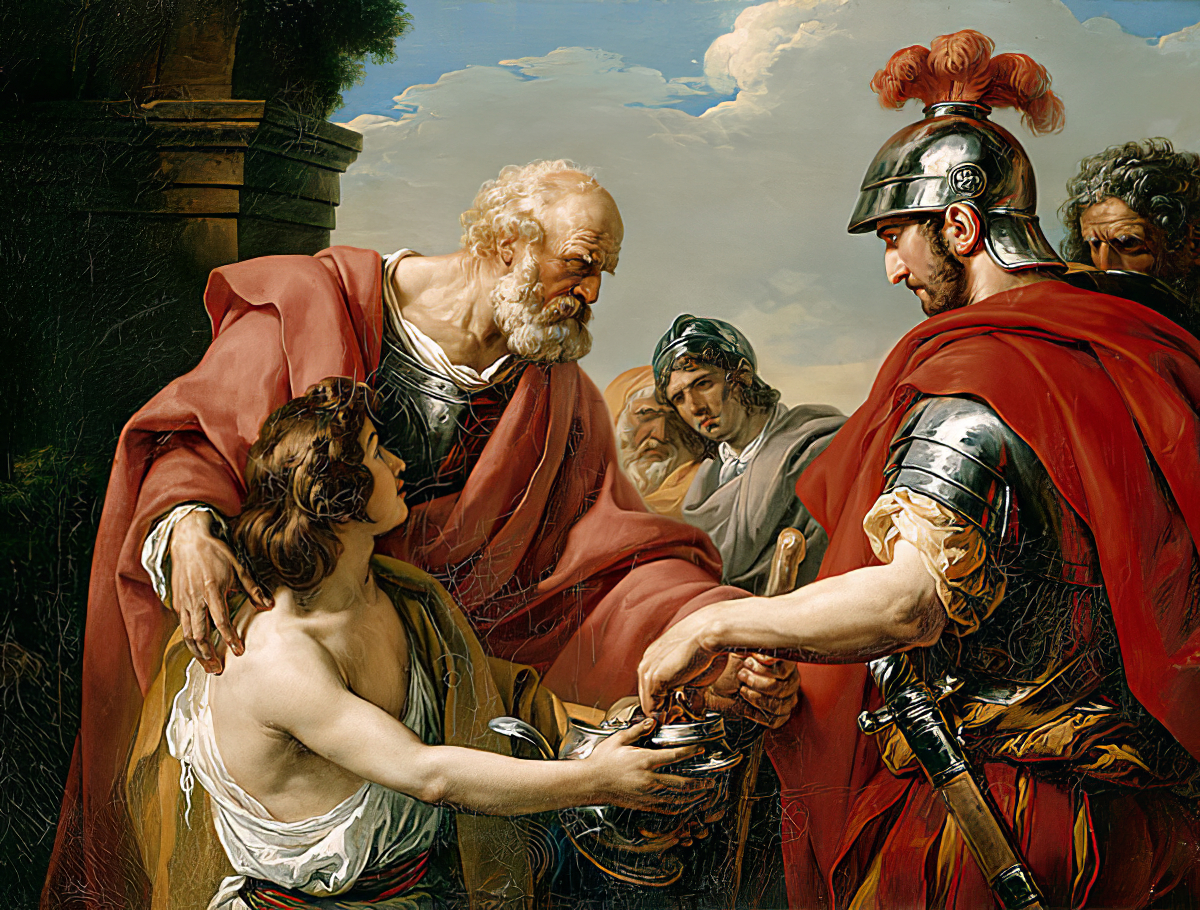
«Велизарий», Франсуа-Андре Венсан, 1776
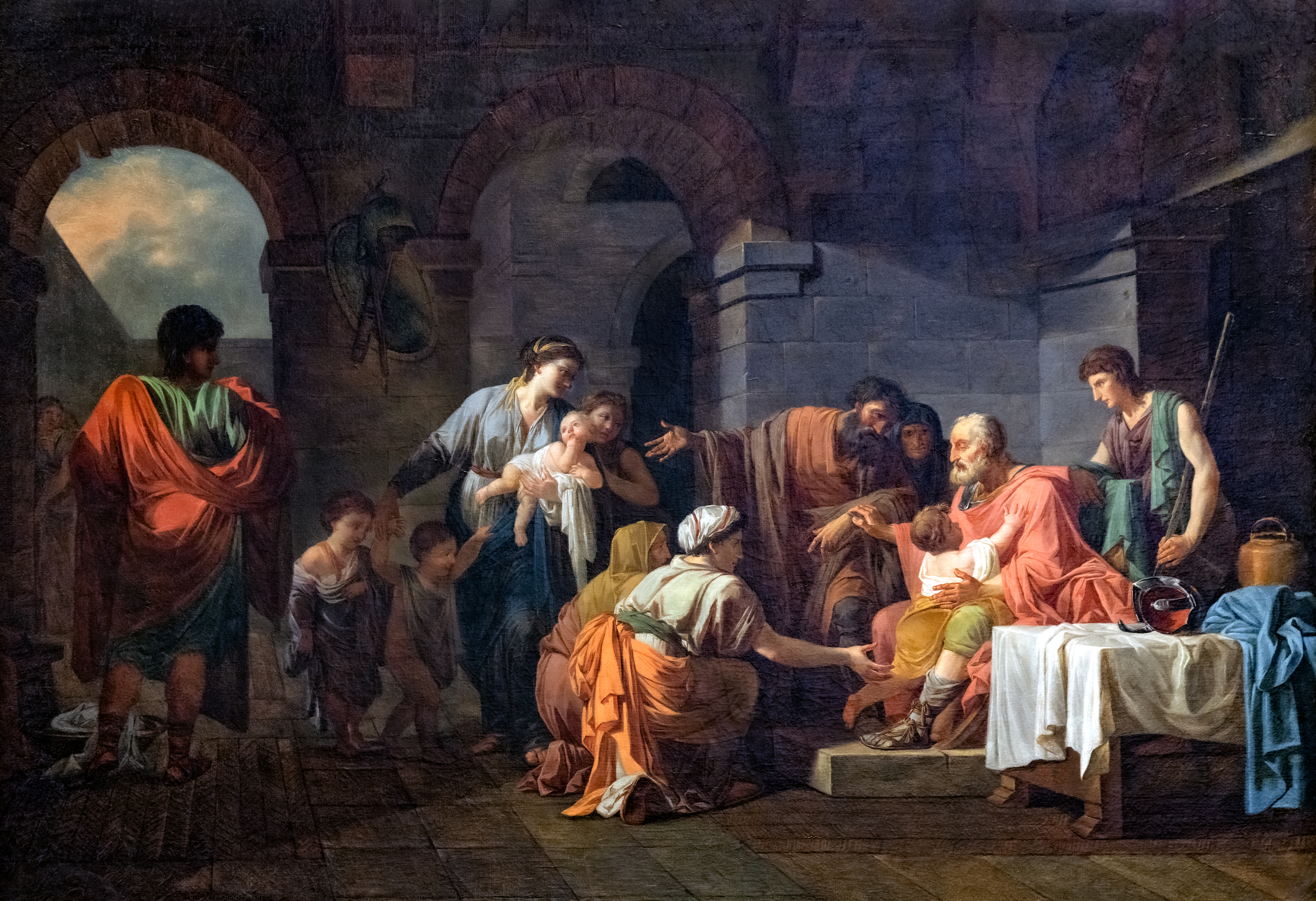
«Велизарий принимает гостеприимство крестьянина», Жан-Франсуа Пьера Пейрон, 1779
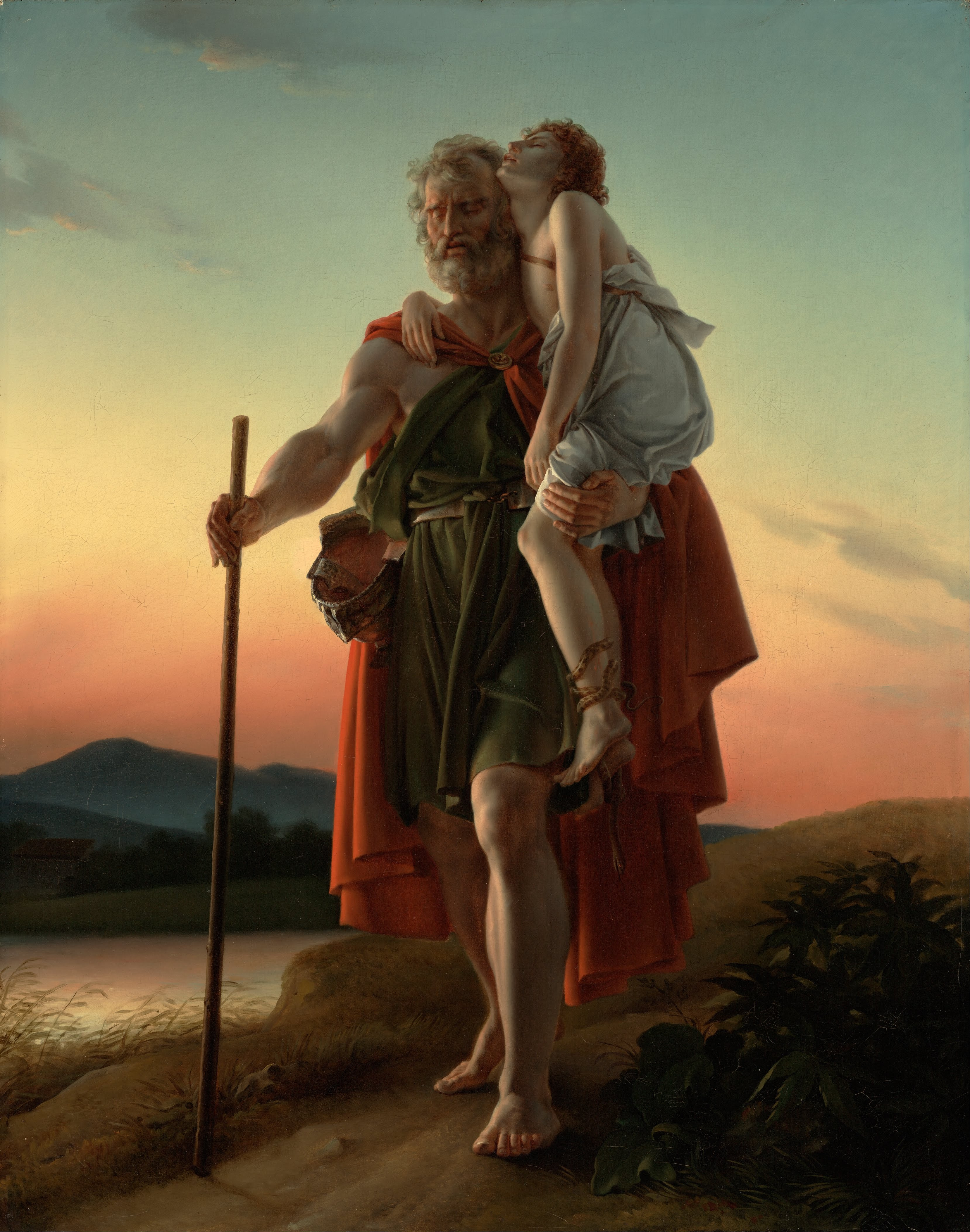
«Велизарий», Франсуа Жерар, 1793
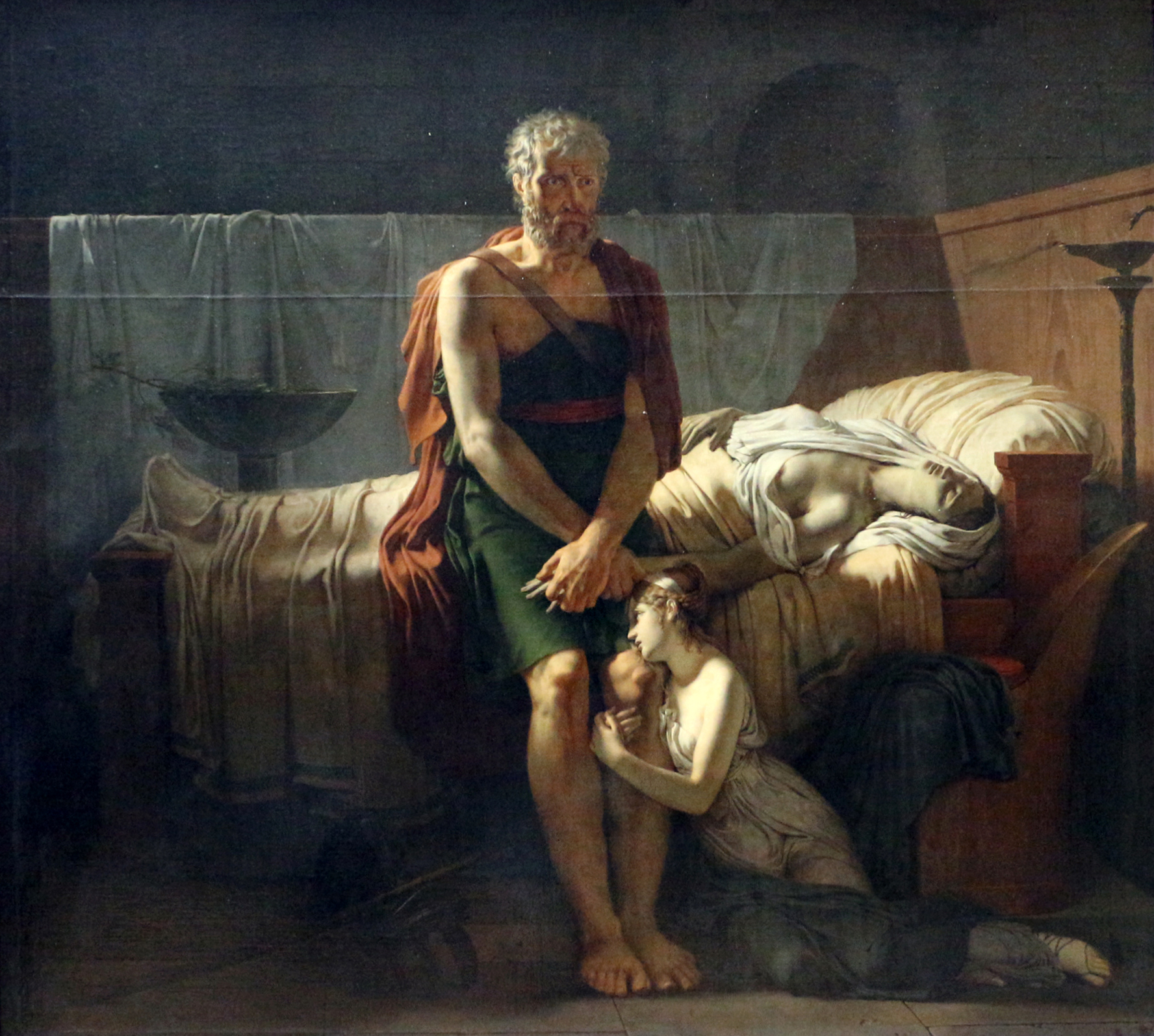
«Возвращение Марка Секста», Пьер-Нарсис Герен, 1799

## Современные интерпретации

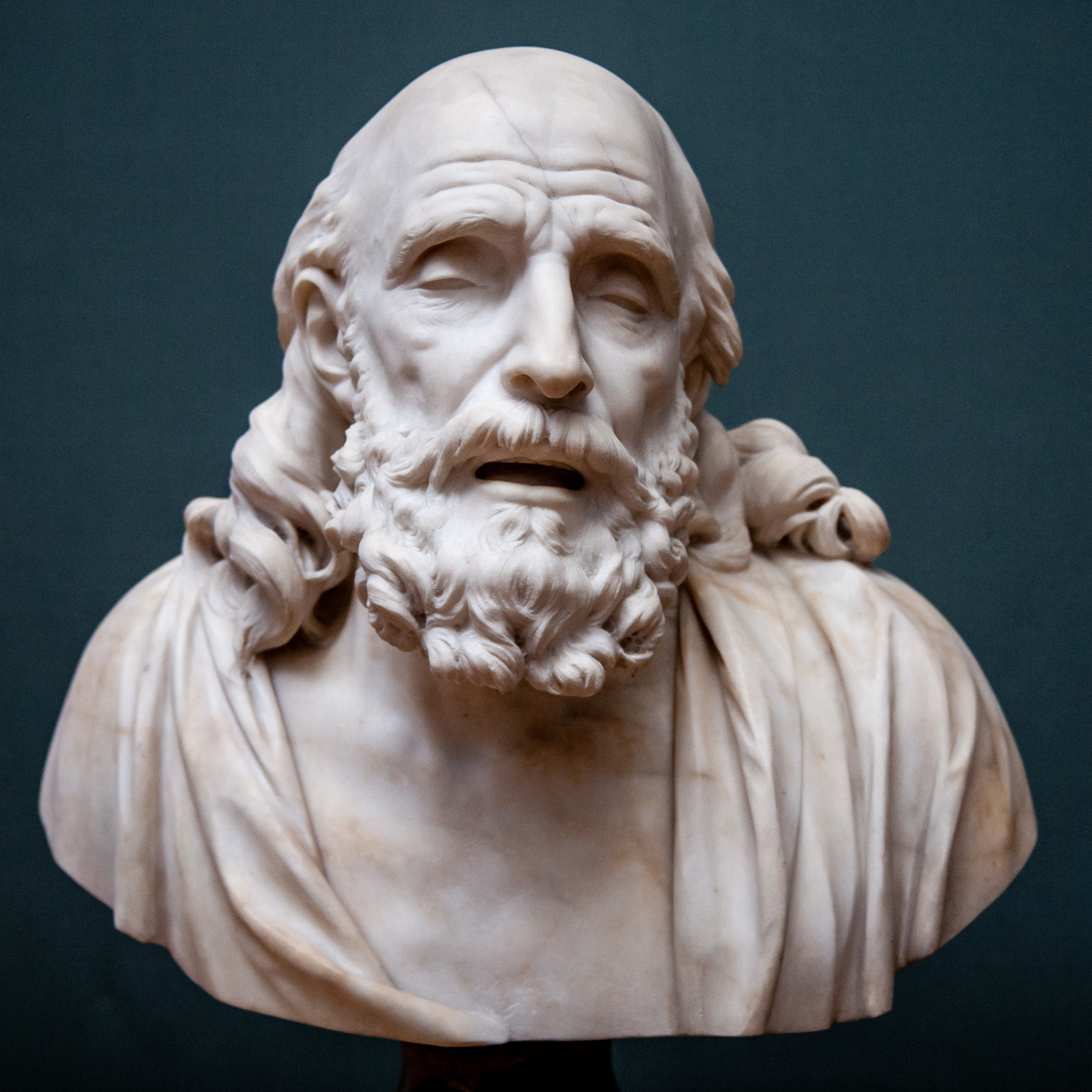
Бюст работы Жана-Батиста Стуфа (1791) передаёт старение и слепоту Велизария, но не нищенство. Музей Гетти

В то время как художники и драматурги развивали традицию «Патрий», историки почти единогласно отвергали легенду о слепом нищем Велизарии. Уже в 1722 году историк Джон Олдмиксон в своей небольшой книге «The Life of Belisarius», признавая распространённость изречения «Date obolum Belisario», заявлял, что самой истории он не верит. Шарль Лебо предположил, что легенда о Велизарии была основана на примерно схожей судьбе другого придворного Юстиниана, Иоанна Каппадокийского. Историю Иоанна рассказывает Прокопий, не сообщая, однако, об ослеплении. Позже, Эдвард Гиббон в своей «Истории упадка и разрушения Римской империи» отверг легенду с характерной для него лаконичностью: «Лишение его глаз и нищенство из-за зависти — „Подайте грош полководцу Велизарию!“ — суть вымысел поздней эпохи, принятый на веру (или скорее ставший любимым) как странный пример превратностей судьбы». Филипп Стэнхоуп в своей биографии Велизария 1829 года поддержал легенду об ослеплении, признал легенды «Патрий» достоверными. После Стэнхоупа ни один современный историк не принял эту версию, единодушно признав её позднейшим вымыслом. В то же время рассказ Прокопия о семейной жизни Велизария и Антонины из «Тайной истории» Прокопия воспринимался, как правило, истинным. Гиббон безоговорочно принял все обвинения против Антонины — от её измен до абсолютного контроля над мужем. Такая ситуация, по мнению историка, компрометировала и самого полководца. После Гиббона историки XX—XXI веков в целом продолжают трактовать «Тайную историю» как достоверный источник в части сведений о браке Велизария и Антонины. Хотя исследования, фокусирующиеся на гендерной истории, ставят эти обвинения под сомнение, большинство общих трудов по эпохе и биографий Велизария, Антонины, Юстиниана и Феодоры повторяют их как исторический факт. В опере Гаэтано Доницетти «Belisario» (1836) Антонина получает значимую роль — антагонистки, которая организует арест и ослепление мужа, ошибочно обвинив его в гибели их вымышленного сына. Опера на либретто Сальваторе Каммарано отсылает не только к мифам об Эдипе и Агамемноне, но и к борьбе греческого народа против угнетателей. В 1845 году трагическую судьбу слепого Велизария в своей поэме «Перелётные птицы» («Birds of Passage») оплакал Генри Лонгфелло. Как символ жертв империи Велизарий предстаёт в трагедии Виктора де Жуи. В 1898 году историю Велизария в духе любовной мелодрамы изложил польский писатель Адам Белциковский. В его трактовке, в результате интриг Феодоры страдают не только Велизарий и Антонина, но и их дети.
Контраст между художественно-литературным и историографическим восприятием образов Велизария и Антонины историки объясняют через классическую проблему достоверности первоисточников. Традицию об ослеплении отвергли из-за поздней датировки «Патрий» и «Романа о Велизарии», тогда как рассказ о браке из «Тайной истории» приняли, учитывая близость Прокопия Кесарийского к описываемым событиям. С другой стороны, легенда об ослеплении из «Патрий» захватила воображение художников, романистов и драматургов XVII—XVIII веков, её помнили и позднее. Её популярность объяснялась из моральных соображений, донося важную для художников Нового времени мысль, что правители не должны быть неблагодарны к верным подданным. К XX веку популярность легенды о слепом нищем Велизарии угасла даже в искусстве. Её последним всплеском стал роман «Князь Велизарий» Роберта Грейвса (1938), где финальная глава — «Последняя неблагодарность» — следует канону «Патрий». Повествование ведётся от лица раба-евнуха Евгения, и в целом произведение, наряду с темой имперской тирании и упадка, уделяет много внимания гендерным вопросам. Помимо трудов Прокопия, основным источником при написании романа стала книга Стэнхоупа, сравнивавшего византийского полководца с герцогом Мальборо. Критики упрекали Грейвса, что его Велизарий «слишком благородный и победоносный». Сам писатель выражал возмущение тем, что для читателей в XX веке удивительно встретить описание действительно хорошего человека.
После Грейвса критика историков, объявивших легенду апокрифической, возымела эффект: в позднейших произведениях Велизарий больше не изображается слепым, а нарратив «Тайной истории» стал доминирующим. Стихотворение Иосифа Бродского «На смерть Жукова» (1974) причисляет Велизария к полководцам, «кончившим дни свои глухо в опале». В современных интерпретациях доминирует традиция «Тайной истории», а не легенда «Патрий». Например, серия «Велизарий» (6 книг, 1998—2006) Дэвида Дрейка и Эрика Флинта далека от исторической достоверности: это альтернативная история с элементами научной фантастики, где полководец объединяется с персами против империи в Северной Индии, управляемой инопланетянами. Более традиционен роман Пола Кастенеллоса «Antonina: A Byzantine Slut» («Антонина: византийская блудница», 2012), излагающий события «Войн» и «Тайной истории» от лица Антонины. В последние годы герои вышли за рамки литературы. В 2015 году в DLC «The Last Roman» («Последний римлянин») для стратегии Total War: Attila игроки управляют армией Велизария в Северной Африке и Италии, получая задания от Антонины, которая, вопреки историческим фактам, остаётся в Константинополе. В 2020 году американская пауэр-метал-группа Judicator выпустила альбом «Let There Be Nothing», посвящённый походам пары с акцентом на предполагаемую связь Антонины с Феодосием.